# Салон краси (фільм, 1985)
«Салон краси» (рос. «Салон красоты») — радянський мелодраматичний фільм 1985 року, поставлений Олександром Панкратовим-Чорним на кіностудії «Мосфільм».

## Сюжет
Москва середини 1980-х років. Дві кращі подруги — Марія Іванова (Тетяна Іванова) і Офелія Журавльова (Тетяна Васильєва) працюють провідними дамськими майстрами в одній з престижних столичних перукарень. Офелія дуже часто скаржиться подрузі на свого, на її думку, недолугого чоловіка — Івана Андрійовича Журавльова (Георгій Бурков), що працює зоотехніком в Московському зоопарку. Тим часом, Іван Андрійович є відданим своїй професії і від нього залежить життя багатьох тварин, деякі з яких є досить дорогими і рідкісними. Він день і ніч зайнятий. В результаті Офелія свариться з Іваном і йде від нього жити до Маші. Марія вирішує помирити Офелію зі своїм чоловіком і починає відвідувати Івана в зоопарку. Марія та Іван Андрійович нарешті починають розуміти, що не можуть жити один без одного.

## У ролях
- Тетяна Іванова — провідний майстер перукарні № 84
- Тетяна Васильєва — провідний майстер перукарні № 84
- Євген Леонов-Гладишев — провідний майстер перукарні № 84
- Георгій Бурков —  Іван Андрійович Журавльов, лікар-ветеринар Московського зоопарку.
- Володимир Кенігсон —  Петро Максимович Лагунов, найстаріший майстер (салону краси) перукарні № 84
- Ірина Алфьорова —  Ляля, дружина Вадима
- Наталія Крачковська —  Софія Михайлівна Крепкосольська, «господиня салону краси» (завідувачка) перукарні № 84
- Людмила Гаврилова —  Наталія Деденко, майстер салону краси
- Марія Буркова —  Катя, учениця Марії Іванової
- Марія Виноградова —  Вірочка, прибиральниця в салоні краси
- Володимир Сошальський —  Григорій Сергійович, друг Лялі
- В'ячеслав Баранов —  Сергій, наречений Каті
- Георгій Мартиросян —  Вітюша, друг Наталії
- Людмила Давидова — клієнтка Вадима

## Знімальна група
- Автор сценарію: Олена Зикова
- Режисер-постановник: Олександр Панкратов-Чорний
- Оператор-постановник: Дільшат Фатхулін
- Художник-постановник: Володимир Філіппов
- Звукорежисер: Ігор Майоров
- Автор музики пісень: Юрій Антонов
- Автор тексту пісень: Віктор Дюнін